# ایستگاه باران‌سنجی انگوت
ایستگاه بارانسنجی انگوت در غرب شهر گرمی درعرض جغرافیایی ۳۹٫۰۳ درجه شمالی و طول جغرافیایی ۴۷٫۴۵ درجه شرقی و ارتفاع از سطح دریایی ۷۶۶ متر در سال ۱۳۷۴ ه. ش برابر با ۱۹۹۵ میلادی تأسیس و راه‌اندازی شده و با شناسه اختصاصی ۱۴۵۱۲۰ برای ایستگاه هواشناسی گرمی شناخته شده‌است.
ایستگاه بارانسنجی انگوت در زمینه اندازه‌گیری و ثبت مقدار بارش و جمع‌آوری سایر داده‌های هواشناسی فعالیت دارد.